# Дебі Мейзар
Дебора Енн Мейзар, у шлюбі Мейзар Коркоз (англ. Deborah Anne Mazar Corcos, /ˈmeɪzɑːr/; нар. 13 серпня 1964) — американська акторка кіно, телебачення та озвучування.

## Біографія
Народилася 13 серпня 1964 року у Квінзі, Нью-Йорк. Батько Гаррі Мазар народився в радянській Латвії, в єврейській родині, мати Ненсі народилася в католицькій родині.

## Кар'єра
Почала кар'єру в Нью-Йорку, танцюючт хіп-хоп. Перша поява на телебаченні відбулася в 1984 році під час танцювального шоу «Графіті Рок». Знялася в чотирьох відеокліпах Мадонни: «Papa Don't Preach», «True Blue» (1986), «Justify My Love» (1990), «Deeper and Deeper» (1992) and «Music» (2000). Потім почала виконувати епізодичні ролі у таких фільмах, як «Славні хлопці» (1990) Мартіна Скорсезе, «The Doors» (1991) Олівера Стоуна, «Тропічна лихоманка» (1991) Спайка Лі. Також знімалася у фільмах «Бетховен 2» (1993), «Кулі над Бродвеєм» (1994), «Бетмен назавжди» (1995), «Космічні далекобійники» (1996), «Вона прекрасна» (1997), «Співучасник» (2004).

## Особисте життя
16 березня 2002 року одружилася з Гебріелом Коркоза, народила доньок Евелін Марію (12 липня 2002) і Джулію Ізабель (17 березня 2006).

## Фільмографія
| Рік       |    | Українська назва                        | Оригінальна назва                 | Роль                            |
| --------- | -- | --------------------------------------- | --------------------------------- | ------------------------------- |
| 1981      | ф  | Ритм великого міста                     | New York Beat Movie               | танцівниця                      |
| 1984      | тф | Графіті Рок                             | Graffiti Rock                     | танцівниця                      |
| 1990      | ф  | Славні хлопці                           | Goodfellas                        | Сенді                           |
| 1991      | ф  | The Doors                               | The Doors                         | дівчина                         |
| 1991      | ф  | Тропічна лихоманка                      | Jungle Fever                      | Деніз                           |
| 1991      | ф  | Маленька людина Тейт                    | Little Man Tate                   | Джина                           |
| 1992      | ф  | У супі                                  | In the Soup                       | Сьюзі                           |
| 1992      | ф  | Погана любов                            | Love Is Like That                 | Долорес                         |
| 1992      | ф  | Записки Манкі Зеттерленда               | Inside Monkey Zetterland          | Дафні                           |
| 1992      | ф  | Одинаки                                 | Singles                           | Бренда                          |
| 1992      | ф  | Малколм Ікс                             | Malcolm X                         | Пег                             |
| 1992      | ф  | Іграшки                                 | Toys                              | медсестра Деббі                 |
| 1991—1993 | с  | Громадянські війни                      | Civil Wars                        | Деніз Іаннелло                  |
| 1993      | ф  | Я одружився з вбивцею з сокирою         | So I Married an Axe Murderer      | Сьюзен                          |
| 1993      | ф  | Безкоштовні гроші                       | Money for Nothing                 | Моніка Руссо                    |
| 1993      | ф  | Бетховен 2                              | Beethoven's 2nd                   | Реджина                         |
| 1993—1994 | с  | Закон Лос-Анжелеса                      | L.A. Law                          | Деніз Іаннелло                  |
| 1994      | тф | Полювання на відьом                     | Witch Hunt                        | манікюрниця                     |
| 1994      | ф  | Кулі над Бродвеєм                       | Bullets Over Broadway             | Вайлет                          |
| 1995      | ф  | Бетмен назавжди                         | Batman Forever                    | Спайс                           |
| 1995      | ф  | Магазин «Імперія»                       | Empire Records                    | Джейн                           |
| 1995      | с  | Правосуддя Берка                        | Burke's Law                       | Рейчел Девіс                    |
| 1996      | тф |                                         | Musical Shorts with Debi Mazar    | господарка                      |
| 1996      | ф  | Речі, про які я тобі ніколи не говорила | Cosas que nunca te dije           | Діана                           |
| 1996      | ф  | Дівчина №6                              | Girl 6                            | дівчина 39                      |
| 1996      | ф  | Істина у вині                           | Trees Lounge                      | Кристал                         |
| 1996      | ф  | Гра зі смертю                           | Red Ribbon Blues                  | Дарсі                           |
| 1996      | ф  | Космічні далекобійники                  | Space Truckers                    | Сінді                           |
| 1997      | ф  | Познайомтеся з Воллі Спарксом           | Meet Wally Sparks                 | Сенді Галло                     |
| 1997      | ф  | Ніде                                    | Nowhere                           | Козі                            |
| 1997      | ф  | Вона прекрасна                          | She's So Lovely                   | Джорджі                         |
| 1997      | ф  | Гастроном                               | The Deli                          | Тереза                          |
| 1997      | ф  | Неприємності на розі                    | Trouble on the Corner             | Ерікка Райсс                    |
| 1997      | с  | Тимчасово ваш                           | Temporarily Yours                 | Деб ДеАнжело                    |
| 1997      | в  | Каспер: Початок                         | Casper: A Spirited Beginning      | Енджі Ліон                      |
| 1998      | ф  | Жаби для змій                           | Frogs for Snakes                  | Сімона                          |
| 1998      | ф  | Спадщина                                | Hush                              | Ліза                            |
| 1998      | ф  | У раю рибою не годують                  | There's No Fish Food in Heaven    | Розі                            |
| 1998      | ф  | Одружися зі мною або помри              | Marry Me or Die                   |                                 |
| 1998      | тф | Свідок проти мафії                      | Witness to the Mob                | Дебора Гравано                  |
| 1998      | тф | Девід і Ліза                            | David and Lisa                    | Меггі                           |
| 1998—1999 | с  | Робота                                  | Working                           | Ліз Тріколі                     |
| 1999      | мс | Дика сімейка Тонберів                   | The Wild Thornberrys              | Мангуст                         |
| 1999      | мф | Зніжене каченя                          | The Sissy Duckling                | мати качка 2                    |
| 1999      | ф  | Будинок нічних примар                   | House on Haunted Hill             | Дженніфер Дженсен               |
| 1999      | ф  | Своя людина                             | The Insider                       | Деббі Де Лука                   |
| 1999      | с  | Провіденс                               | Providence                        | Вонда Вікерс                    |
| 2000      | с  | Будь собою                              | Get Real                          | Кейт Гарріс                     |
| 2000—2002 | с  | Це життя                                | That's Life                       | Джекі О'Грейді                  |
| 2000      | ф  | Кістки і собаки                         | More Dogs Than Bones              | Мері                            |
| 2000      | ф  | Заручники                               | Held for Ransom                   | Рита                            |
| 2001      | вг | Grand Theft Auto III                    | Grand Theft Auto III              | Марія Леоне                     |
| 2002      | ф  | Десять крихітних любовних історій       | Ten Tiny Love Stories             | Six                             |
| 2002      | ф  | Смокінг                                 | The Tuxedo                        | Стіна                           |
| 2002      | мф | Жіноча радість                          | The Groovenians                   | Cuckoo bird / Swirly / Yalda    |
| 2002      | с  | Друзі                                   | Friends                           | Evil Bitch                      |
| 2003      | с  |                                         | Wanda at Large                    | Дженні Гокінс                   |
| 2003—2004 | с  | Сьоме небо                              | 7th Heaven                        | медсестра Келлі                 |
| 2003—2005 | с  | Все про нас                             | All of Us                         | Алекс                           |
| 2003      | кф | Хто вбив ідею?                          | Who Killed the Idea?              | загадкова жінка                 |
| 2003      | ф  | Обман                                   | Deception                         | Джанет Штайнер                  |
| 2004      | ф  | Співучасник                             | Collateral                        | жінка                           |
| 2004      | ф  | На добраніч, Джозеф Паркер              | Goodnight, Joseph Parker          | Рита                            |
| 2004      | ф  | Мій крихітний Всесвіт                   | My Tiny Universe                  | Бонні                           |
| 2004      | вг | Grand Theft Auto: San Andreas           | Grand Theft Auto: San Andreas     | Марія Латоре                    |
| 2004      | с  | Практика                                | The Practice                      | Гігі Колі                       |
| 2004      | с  | C.S.I.: Місце злочину Маямі             | CSI: Miami                        | Ребекка Бріггс                  |
| 2005      | с  | Поліція Нью-Йорка                       | NYPD Blue                         | Максін Аннунзіато               |
| 2005—2006 | с  | Життя з Френ                            | Living with Fran                  | Меррілл                         |
| 2005      | кф | Почекай                                 | Wait                              | Джоан                           |
| 2005      | ф  | Будь крутішим!                          | Be Cool                           | Марла                           |
| 2005      | ф  | Едмонд                                  | Edmond                            | економка                        |
| 2006      | ф  | Алібі                                   | The Alibi                         | детектив Брайс                  |
| 2006      | ф  | Червона шапочка                         | Red Riding Hood                   | мама Реда                       |
| 2006      | с  | Та, що говорить з привидами             | Ghost Whisperer                   | Джозі                           |
| 2006      | с  | Погануля Бетті                          | Ugly Betty                        | Лія Фельдман                    |
| 2008      | ф  | Красиве життя                           | A Beautiful Life                  | Сьюзен                          |
| 2008      | ф  | Жінки                                   | The Women                         | Таня                            |
| 2008      | с  | Розпещені                               | Privileged                        | Дебра                           |
| 2008      | с  | Закон і порядок: Спеціальний корпус     | Law & Order: Special Victims Unit | Пеггі Бернарді                  |
| 2009      | с  | Чорна мітка                             | Burn Notice                       | Емі                             |
| 2009      | с  | Касл                                    | Castle                            | Паула Хаас                      |
| 2010      | мс | Життя і пригоди Тіма                    | The Life & Times of Tim           | Рошель                          |
| 2010      | с  | Сестра Готорн                           | Hawthorne                         | Донна Альбергетті               |
| 2010      | с  | Брати Джонас                            | Jonas                             | Мона Кляйн                      |
| 2004—2011 | с  | Антураж                                 | Entourage                         | Шона                            |
| 2011      | с  | На одній хвилі                          | Good Vibes                        | Бабс                            |
| 2012      | с  | Мелісса і Джої                          | Melissa & Joey                    | Гарпер Квінн                    |
| 2012      | с  | Щасливо розведені                       | Happily Divorced                  | Джен                            |
| 2012      | тф | Сам удома 5                             | Home Alone: The Holiday Heist     | Джессіка                        |
| 2013      | ф  | Лавлейс                                 | Lovelace                          | Доллі                           |
| 2013      | ф  | Знову Вавилон                           | Return to Babylon                 | Глорія Свенсон                  |
| 2014      | ф  | Міс Переполох                           | She's Funny That Way              | Вікі                            |
| 2015      | ф  | Антураж                                 | Entourage                         | Шона                            |
| 2017      | с  | Геппі!                                  | Happy!                            | Ізабелла Скарамуччі             |
| 2018      | мс | Сімпсони                                | The Simpsons                      | Міні Сизляк (серія «King Leer») |
| 2020      | с  | Влада у нічному місті                   | Power                             | Долорес                         |
| 2020      | с  | Кеті Кін                                | Katy Keene                        | Дебі Мейзар                     |
| 2020      | с  |                                         | At Home with Amy Sedaris          | Джоджо                          |
| 2015—2021 | с  | Юна                                     | Younger                           | Дебі Мейзар                     |
| 2021      | с  |                                         | The Other Two                     | Дебі Мейзар                     |
| 2021      | ф  |                                         | A Christmas Number One            | Коллін Портер                   |
| 2022      | с  | Пентаверат                              | The Pentaverate                   | Петті Девіс                     |
| 2022      | ф  | Веселка                                 | Rainbow                           | гостя на вечірці                |
| 2023      | мс |                                         | City Island                       | Лейні                           |
| 2023      | с  |                                         | East New York                     | Енн-Мері Квінлан                |
| 2023      | ф  | Кімната вбивств                         | The Kill Room                     | Кімоно                          |
| 2024      | ф  |                                         | Food Fight                        | Ізабель                         |